# Kentucky Derby 2025
Das Kentucky Derby 2025 (Sponsorenname 151st Running of the Kentucky Derby presented by Woodford Reserve) war die 151. Auflage des Kentucky Derby. Das Pferderennen fand am 3. Mai 2025 in den Churchill Downs in Louisville, Kentucky statt.
Das 2025er Derby gewann Sovereignty, der sich für das Rennen mit einem Sieg im Fountain of Youth Stakes und dem zweiten Platz im Florida Derby qualifizierte. Sovereignty wurde von Bill Mott trainiert, der so seinen zweiten Derby-Sieg einfuhr, nachdem er im Kentucky Derby 2019 (dort mit Country House) nach der Disqualifizierung von Maximum Security auf den ersten Platz gesetzt wurde. Zudem gewannen sowohl der venezuelanische Jockey Junior Alvarado als auch der Reitstall von Scheich Mohammed bin Rashid Al Maktoum, Godolphin, das Derby erstmals. Da Godolphin bereits einen Tag zuvor die Kentucky Oaks mit Good Cheer gewann, konnte ein Pferdeeigner erstmals seit Sol Kumirns Eignergruppe Head of Plains Partners mit Monomoy Girl und schließlich 2018 durch Justify, den Gewinner der Triple Crown, sowohl das Oaks als auch das Derby gewinnen. Godolphin ist zudem das erste Pferd im Einzelbesitz seit 1952 (hier: Calumet Farm mit Real Delight), das beide Rennen im selben Jahr gewonnen hat.
Trotz schlechter Wetterbedingungen und liederlichem Zustand des Geläufs meldete Churchill Downs eine Besucherzahl von 147.406 Besuchern für das 2025er Derby. Die Summe aller Wetten für das Derby und den gesamten Renntag beliefen sich auf 234,4 Millionen $ bzw. 349 Millionen $. NBC Sports verzeichnete durchschnittlich 17,7 Millionen Zuschauer auf NBC und Peacock. Somit erreichte deren 25. Übertragung des Kentucky Derbys das größte TV-Publikum für das Rennen seit 1989.

## Anmeldungen
Das Starterfeld wurde am 26. April 2025 gezogen, mit 20 Startern und Baeza als einem weiteren startberechtigten Starter unter Nr. 21. Journalism wurde mit der besten Eröffnungsquote von 3–1 für das Derby auf Startbox Nr. 8 gelost. Sovereignty wurde mit der zweitbesten Eröffnungsquote 5–1 in Startbox Nr. 18 gelost. Sandman zog Startbox Nr. 17 mit einer Quote von 6–1. Burnham Square zog Nr. 9 bei einer Quote von 12–1.
Am 1. Mai 2025 gaben Kreise um den Rennstall Rodriguez an, dass deren Pferd vom Kentucky Derby ausgeschlossen wird. Miteigentümer Tom Ryan gab bekannt, dass der Gewinner des Wood Memorial „eine kleine, doch etwas empfindliche Abschürfung am Bein“ hat und „aus Übervorsicht“ vom Rennen zurückgezogen wird. Der Rückzug erlaubte es Baeza, dem zweitplatzierten Pferd nach Journalism im Santa Anita Derby, am Derby teilzunehmen. Flavien Prat wurde als primärer Jockey für Baeza benannt, Luis Saez bekam den Sattel auf Neoequos.
Am 2. Mai nahmen Veterinäre der Kentucky Horse Racing and Gaming Corporation das Pferd Grande, das beim Wood Memorial auf den zweiten Platz gekommen war, wegen einer angebrochenen Ferse aus dem Rennen. Eigentümer Mike Repole drückte seinen Unmut über die Entscheidung aus. Zwar musste Grande eine leichte Verletzung der Ferse ausheilen, doch waren nach Angaben Repoles Röntgenaufnahmen und Positronen-Emissions-Tomographien ohne Befund. Er fügte hinzu, dass sein Team „verwirrt“ sei, nach welchen Kriterien die Veterinäre entscheiden. In einem Interview gab Repole an, dass nach seiner Auffassung die Entscheidung, Grande aus dem Rennen zu nehmen, „24 Stunden zu früh“ erfolgte. Durch die Streichung war der Pferdetrainer Todd Pletcher zum ersten Mal seit 2003 ohne ein Pferd am Start des Kentucky Derbys.
Alle 19 Teilnehmer des Rennens können über ihre Abstammungslinien zum Gewinner des Kentucky Derby 1973 und Triple-Crown-Gewinners Secretariat zurückverfolgt werden.

## Ergebnisse
Beim Start des Kentucky Derby 2025 brach Gedränge unter den Pferden, die in der Nähe des Innengeländers gestartet waren, aus, weil Citizen Bull von seiner Position auf der Innenseite nach außen drängte. Sovereignty, von der Startbox 16 gestartet, patzte, nachdem die Tür der Startbox sich geöffnet hatte und Chunk Of Gold von Startbox 17 startend etwas herüberkam. Als sich das Starterfeld etwas geordnet hatte und an der Tribüne vorbeikam, lag Citizen Bull vor Neoequos, Owen Almighty, American Promise und dem japanischen Pferd Admire Daytona. Als die 19 Pferde auf die Gegengrade einbogen, lief Sovereignty am Innengeländer auf dem 16. Platz, 13 1⁄2 Pferdelängen hinter Citizen Bull. An deren Ende lag Journalism vor Sovereignty auf dem 10. Platz und beide Pferde machten gute Fortschritte, als das Feld in die letzte Kurve ging. Citizen Bull führte das Feld eingangs der Kurve noch an und Owen Almighty und Neoequos waren kurzzeitig in Führung, bevor Sovereignty und Journalism an der Außenseite vorbeigingen. Sovereignty und Journalism waren bis in den letzten Furlong im Zweikampf, als Sovereignty schließlich davonziehen konnte. Sovereigntys Abstand vor Journalism belief sich auf 1 1⁄2 Längen. Baeza, am Ende der Gegengerade noch auf dem 15. Platz, kam als Dritter ins Ziel. Final Gambit, am Ende der Gegengerade auf dem letzten Platz, erreichte das Ziel als viertes Pferd, und Owen Almighty wurde Fünfter.
Knapp eine Woche nach dem Derby wurde der Jockey Junior Alvarado von den Stewards der Churchill Downs mit einer Strafe von 62.000 $ belegt, zuzüglich einer Sperre von zwei Renntagen, weil er das Hinterteil von Sovereignty zweimal mehr mit der Reitpeitsche geschlagen hatte, als das Limit von sechs Schlägen zulässt, das von der Horseracing Integrity and Safety Authority festgelegt wurde. Alvarado hat gegen die Entscheidung Einspruch erhoben.
| Finish     | Startbox | Pferd                | Qualifying Points | Trainer             | Jockey              | Morning Line Odds | Final Odds | Margin (Lengths) | Winnings   |
| ---------- | -------- | -------------------- | ----------------- | ------------------- | ------------------- | ----------------- | ---------- | ---------------- | ---------- |
| 1          | 18       | Sovereignty          | 110               | William I. Mott     | Junior Alvarado     | 5–1               | 7,98       |                  | $3.100.000 |
| 2          | 8        | Journalism           | 122,5             | Michael W. McCarthy | Umberto Rispoli     | 3–1               | 3,42       | 1 ⁄2             | $1.000.000 |
| 3          | 21       | Baeza                | 37,5              | John Shirreffs      | Flavien Prat        | 12–1              | 13,86      | 1 3⁄4            | $500.000   |
| 4          | 3        | Final Gambit         | 100               | Brad H. Cox         | Luan Machado        | 30–1              | 17,55      | 4 1⁄4            | $250.000   |
| 5          | 20       | Owen Almighty        | 65                | Brian A. Lynch      | Javier Castellano   | 30–1              | 40,27      | 9                | $150.000   |
| 6          | 9        | Burnham Square       | 130               | Ian R. Wilkes       | Brian Hernandez Jr. | 12–1              | 19,65      | 10 1⁄2           |            |
| 7          | 17       | Sandman              | 129               | Mark E. Casse       | José Ortiz          | 6–1               | 5,77       | 12 1⁄2           |            |
| 8          | 12       | East Avenue          | 60                | Brendan P. Walsh    | Manuel Franco       | 20–1              | 41,97      | 13 1⁄4           |            |
| 9          | 19       | Chunk Of Gold        | 75                | Ethan West          | Jareth Loveberry    | 30–1              | 29,06      | 15 3⁄4           |            |
| 10         | 14       | Tiztastic            | 119               | Steven M. Asmussen  | Joel Rosario        | 20–1              | 24,80      | 16 1⁄2           |            |
| 11         | 16       | Coal Battle          | 95                | Lonnie Briley       | Juan Vargas         | 30–1              | 28,40      | 17               |            |
| 12         | 7        | Luxor Cafe           | 70                | Noriyuki Hori       | João Moreira        | 30–1              | 8,24       | 18 3⁄4           |            |
| 13         | 2        | Neoequos             | 40                | Saffie Joseph Jr.   | Luis Saez a         | 30–1              | 42,58      | 27               |            |
| 14         | 13       | Publisher            | 60                | Steven M. Asmussen  | Irad Ortiz Jr.      | 20–1              | 33,39      | 32 1⁄4           |            |
| 15         | 01       | Citizen Bull         | 071,25            | Bob Baffert         | Martín García       | 20–1              | 13,98      | 33 1⁄2           |            |
| 16         | 5        | American Promise     | 55                | D. Wayne Lukas      | Nik Juarez          | 30–1              | 12,51      | 38 1⁄2           |            |
| 17         | 15       | Render Judgment      | 39                | Kenneth G. McPeek   | Julien Leparoux     | 30–1              | 20,57      | 39 3⁄4           |            |
| 18         | 11       | Flying Mohawk        | 50                | Whit Beckman        | Joseph Ramos        | 30–1              | 28,39      | 42 1⁄4           |            |
| 19         | 6        | Admire Daytona (JPN) | 100               | Yukihiro Kato       | Christophe Lemaire  | 30–1              | 42,85      | 54 3⁄4           |            |
| gestrichen | 4        | Rodriguez            | 121,25            | Bob Baffert         | Mike E. Smith       | 12–1              |            |                  |            |
| gestrichen | 10       | Grande               | 50                | Todd A. Pletcher    | John R. Velazquez   | 20–1              |            |                  |            |

Zustand der Rennbahn: sloppy (sealed)
Zeiten: 1⁄4 Meile – 22,81 s; 1⁄2 Meile – 46,23 s; 3⁄4 Meile – 1:10,78; ganze Meile – 1:36,84; Finale – 2:02,31. Zeiten für die jeweilige Viertelmeile: (22,81) (23,42) (24,55) (26,06) (25,47)
Anmerkung:
Quelle: Equibase Chart

### Auszahlungen
Bei einem Wetteinsatz von 2 $ gab es beim Kentucky Derby 2025 folgende Auszahlungen:
| Startbox | Pferd       | Win     | Place  | Show   |
| -------- | ----------- | ------- | ------ | ------ |
| 18       | Sovereignty | 17,96 $ | 7,50 $ | 5,58 $ |
| 8        | Journalism  |         | 4,94 $ | 3,70 $ |
| 21       | Baeza       |         |        | 8,38 $ |

- 2 $ Exacta (18–8): 48,32 $
- 0,50 $ Trifecta (18–8–21): 115,56 $
- 1 $ Superfecta (18–8–21–3): 1.682,27 $
- 1 $ Super High Five (18–8–21–3–20): 38.405,96 $

## Belege
1. ↑  2025 Kentucky Derby horses, futures, odds, preview, date: Expert who hit 10 Derby-Oaks Doubles says picks. In: CBSSports.com. 23. Februar 2025, abgerufen am 22. Mai 2025 (amerikanisches Englisch).
2. 1 2  David Grening: Kentucky Derby 2025: Sovereignty runs down Journalism to complete Godolphin sweep. Daily Racing Form, 3. Mai 2025, abgerufen am 22. Mai 2025 (amerikanisches Englisch).
3. ↑  Jason Frakes: Sovereignty wins Kentucky Derby at 7–1 odds as Bill Mott etches name in history. Louisville Courier Journal, 3. Mai 2025, abgerufen am 22. Mai 2025 (englisch).
4. 1 2  Chelsea Hackbarth: 'It's More Than Even A Dream': Sovereignty Reigns In Kentucky Derby. (PDF) Paulick Report, 3. Mai 2025, abgerufen am 22. Mai 2025 (amerikanisches Englisch).
5. ↑  Gregory A. Hall: Weather Can't Rain on Kentucky Derby Handle Records. The Blood-Horse, 3. Mai 2025, abgerufen am 22. Mai 2025 (amerikanisches Englisch).
6. ↑  Kentucky Derby Sets Record for NBC, Peacock. The Blood-Horse, 4. Mai 2025, abgerufen am 4. Mai 2025 (amerikanisches Englisch).
7. ↑  Byron King: Favored Journalism Draws Post 8 for Kentucky Derby Late runners Sovereignty (5–1) and Sandman (6–1) will start toward the outside. In: bloodhorse.com. 27. April 2025, abgerufen am 27. April 2025 (amerikanisches Englisch).
8. ↑  Mark Giannotto: Rodriguez, trained by Bob Baffert, late scratch for Kentucky Derby; Baeza joins field. USA Today, 1. Mai 2025, abgerufen am 22. Mai 2025 (amerikanisches Englisch).
9. 1 2  Chelsea Hackbarth: Baeza Gets In; Hoof Bruise Knocks Rodriguez Out Of Kentucky Derby. Paulick Report, 1. Mai 2025, abgerufen am 1. Mai 2025 (amerikanisches Englisch).
10. 1 2  David Grening: Kentucky Derby 2025: Grande scratched with cracked heel. Daily Racing Form, 2. Mai 2025, abgerufen am 22. Mai 2025 (amerikanisches Englisch).
11. ↑  FanDuel Racing via YouTube (Hrsg.): Owner Mike Repole talks FIERCENESS and scratch of Kentucky Derby Contender GRANDE. 2. Mai 2025 (amerikanisches Englisch, youtube.com [abgerufen am 22. Mai 2025]).
12. ↑  Stephanie Kuzydym: Every horse running in Kentucky Derby 2025 is a descendant of this racing legend. Louisville Courier Journal, 3. August 2025, abgerufen am 22. Mai 2025 (amerikanisches Englisch).
13. 1 2 3  2025 Kentucky Derby presented by Woodford Reserve (Gr. 1). Equibase, 3. Mai 2025, abgerufen am 22. Mai 2025 (amerikanisches Englisch).
14. ↑  Byron King: Alvarado Fined $62,000, Suspended for KY Derby Ride. The Blood-Horse, 9. Mai 2025, abgerufen am 22. Mai 2025 (amerikanisches Englisch).